# Omurice
Omurice (オムライス Omuraisu) er et eksempel på youshoku (en form for vestligt inspireret japansk mad) bestående af en omelet lavet med stegte ris og som regel med ketchup ovenpå. Navnet er en sammentrækning af omuretsu (omelet) og raisu (ris).
Omurice er en populær ret, der både laves hjemme, og som ofte også findes på japanske restauranter i vestlig stil. Retten blev desuden bragt til Korea under den japanske besættelse af landet og er i dag et fast indslag på gimbap-restauranters menukort i Sydkorea, hvor det skrives "오므라이스 (omeuraiseu)" med hangul. Omurice er også populært i Taiwan, der ligeledes har været under japansk besættelse. Især børn holder af omurice, og det forekommer ofte i okosama-ranchi eller måltider for børn.
Omurice siges at stamme fra begyndelsen af det 20. århundrede fra en restaurant i vestlig stil i Tokyos Ginza-distrikt kaldet Renga-tei og inspireret af chakin-zushi.
Retten består typisk af chikin raisu (ris ristet på panden med ketchup og kylling) dækket ind af et tyndt lag spejlæg. Ingredienserne der giver risen smag varierer meget. Ofte steges risen med forskellig slags kød (typisk kylling) og/eller grøntsager og kan få smag fra oksekødssuppe, ketchup, brun sovs, hvid sovs eller bare salt og peber. Nogle gange erstattes risen med ristede nudler (yakisoba) for at lave omusoba. En variant fra Okinawa er omutako, der består af en omelet på taco rice. Ristede hotdogs og spam er også to populære former for kød, der kan indgå i retten.